# Knut Nordahl
Knut Erik Alexander Nordahl (Hörnefors, 1920. január 13. – Föllinge, 1984. október 28.) svéd válogatott labdarúgó.
A svéd válogatott tagjaként részt vett az 1950-es világbajnokságon és az 1948. évi nyári olimpiai játékokon.

## Sikerei, díjai

### Klub
- IFK Norrköping
  - Svéd első osztály bajnoka: 1942–43, 1944–45, 1945–46, 1947–48
  - Svéd kupa: 1943, 1945
- AS Roma
  - Seria B bajnok: 1951–52

### Válogatott
- Svédország
  - Olimpia bajnok: 1948

### Egyéni
- Guldbollen: 1949